# 白蓮社
白蓮社（びゃくれんしゃ）とは、中国・東晋の慧遠が中心となって、在家信者らと共に結成した念仏結社。
402年（元興元年）、廬山・般若台の阿弥陀像前で、慧遠が123名の念仏実践を望む同志たちと誓願を立てたことに始まる。白蓮社の構成メンバーの中には、仏陀跋陀羅・仏陀耶舎・慧永・慧持・道生らの僧と、劉程之・宗炳・雷次宗・周続之らの居士が含まれていた。
中国における浄土教の起こりとされる。なお、白蓮社の念仏の実践とは、支婁迦讖訳の『般舟三昧経』に依拠した般舟三昧である。よって、同じく阿弥陀如来を念ずる浄土教ではあっても、浄土三部経に依る称名念仏を説いた曇鸞・道綽・善導の浄土教とは異なっている。般舟三昧とは、阿弥陀如来を専念することで見仏を得るという禅観の修法であり、称名念仏(および専修念仏)とは別系統の実践であった。